# Pellionia yosiei
Pellionia yosiei är en nässelväxtart som beskrevs av Kanesuke Hara. Pellionia yosiei ingår i släktet Pellionia och familjen nässelväxter. Inga underarter finns listade i Catalogue of Life.